# Yundi Li
Yundi Li (Chongqing, 7 ottobre 1982) è un pianista cinese.
Nel 2000 fu il più giovane ed il primo di nazionalità cinese a vincere il Concorso pianistico internazionale Frédéric Chopin di Varsavia.

## Biografia
La carriera musicale di Yundi Li inizia all'età di quattro anni quando, vedendo in un negozio suonare una fisarmonica, si innamora di quello strumento che già solo un anno dopo padroneggia. Tan Jian Min, suo maestro, lo presenta a Dan Zhao Yi, uno dei più illustri insegnanti di pianoforte in Cina, con cui Yundi studia per nove anni. Nel 1994, entra nella junior high school associata con l'Ac di Musica del Sichuan. Nello stesso anno vince il Concorso per giovani pianisti a Pechino e nel 1995 si classifica primo al Concorso internazionale Stravinsky, sezione giovani. Nel 1999, ottiene due importantissimi affermazioni, vincendo il Concorso internazionale Franz Liszt di Utrecht e il Concorso Gina Bachauer, sezione giovani.
La definitiva consacrazione avviene nell'ottobre del 2000 grazie al successo riportato nella 14ª edizione del Concorso Chopin, a cui partecipa sotto esortazione del ministro della cultura cinese: il primo premio non veniva assegnato da 2 edizioni e Yundi diviene il primo vincitore cinese nella storia del concorso. Subito dopo, sceglie Arie Vardi come insegnante, lascia la Cina e si trasferisce in Germania per studiare alla Hochschule für Musik und Theater di Hannover.

## Carriera
Dopo l'affermazione al concorso di Varsavia è invitato a suonare nelle più importanti sale da concerto del mondo: Carnegie Hall di New York (dove ha debuttato nel giugno 2003 prendendo parte a un galà organizzato per i 150 anni della Steinway & Sons), Musikverein di Vienna, Théâtre du Châtelet di Parigi, Queen Elizabeth Hall e Barbican Centre di Londra.
Ha suonato con le orchestre più rinomate come l'Orchestra di Filadelfia, l'NHK Symphony Orchestra, la San Francisco Symphony Orchestra, l'Orchestra Sinfonica di Vienna e i New York Philharmonic. Ha collaborato con i direttori d'orchestra Riccardo Chailly, Leonard Slatkin, Gustavo Dudamel, Lorin Maazel, Sir Andrew Davis e Seiji Ozawa.

## Discografia
- Beethoven, Son. pf. n. 8, 14, 23 - Yundi Li, 2012 Deutsche Grammophon
- Beethoven Schumann, Conc. pf. n. 5 'Imperatore'/Fantasia op. 17 - Yundi/Harding/BPO, 2014 Deutsche Grammophon
- Chopin, Ballate n. 1-4/Mazurche n. 1-4/Berceuse op. 57 - Yundi Li, 2016 Deutsche Grammophon
- Chopin, Nocturnes - Yundi Li, 2010 EMI/Warner
- Chopin, Prel. n. 1-26 - Yundi Li, 2015 Deutsche Grammophon
- Chopin, Son. pf. n. 3/Polacca brill./Studi/Notturni - Yundi Li, 2001 Deutsche Grammophon
- Chopin Liszt, Conc. pf. n. 1 - Yundi Li/A.Davis/PhO, 2006 Deutsche Grammophon
- Liszt, Son. pf./Sogno d'amore/Parafrasi - Yundi Li, 2002 Deutsche Grammophon
- Prokofiev Ravel, Conc. pf. n. 2/Conc. pf. - Yundi Li/Ozawa/BPO, 2007 Deutsche Grammophon
- Yundi Li, The art of Yundi Li - Best of, 2013 Deutsche Grammophon
- Yundi: Red Piano - Yundi Li, 2011 EMI/Warner
- Yundi, Live in Beijing - Yundi Li, 2010 EMI/Warner